# سيرهي جاجيكوفيتش نيجويان
سيرهي غاجيكوفيتش نيجويان أو نيهويان (الأوكرانية: Сергій Нігоян ، الأرمينية: August Նիգոյան ؛ 2 أغسطس 1993 - 22 يناير 2014) كان ناشط أرمني أوكراني في الميدان الأوروبي تم إطلاق النار عليه بشكل قاتل أثناء التظاهرات في شارع هورشيفسكوهو 2014 . وكان أول متظاهر قتل بالرصاص أثناء الاحتجاج.

## سيرة شخصية
ولد سيرهي نيجويان في 2 أغسطس 1993 لأرمن من أصل عرقي في قرية بيريزنوفاتيفكا في أوكرانيا. والدا سيرهي نيغويان من قرية نافور، في مقاطعة تافوش بشمال شرق أرمينيا، وليس بعيدًا عن الحدود الأذربيجانية. انتقلوا إلى أوكرانيا في أوائل التسعينيات، أثناء حرب ناغورنو كاراباخ عندما تعرضت قريتهم للهجوم. لا يزال بعض أقارب والد سيرجي جاجيك يعيشون في نافور.

## طفولته
كان سيرهي طفلاً وحيدًا. وُلد في أوكرانيا ولم يزر أرض أجداده أبدًا، لكنه أحب بلده. وفقا لأبيه، على جدار بجانب سرير سيرهي يعلق علم أرمينيا. كان سيرهي يحضر الكنيسة الأرمنية ويعرف تاريخ شعبه. صرح والده أيضًا بأن سيرهي درس في كلية دنيبرودزرجينسك للتربية البدنية، ولكن بعد عامين من الدراسة توقف عن حضور الفصول الدراسية  وفي الصيف كان والده يزور شبه جزيرة القرم للعمل الموسمي. كان نيجويان مقاتلًا للهواة في الكاراتيه kyokushinkaikan وفي بطولة مدينة 2012 في دنيبرودزرجينسك، احتل المركز الثالث.

## اصابته ووفاته
توفي في وقت مبكر من صباح يوم 22 يناير 2014 في حوالي الساعة 06.30 بعد إصابته قاتلة. في حوالي الساعة 08.10، هجمت قوات الشرطة وقوات البركوت وتيتوشكي على المتظاهرين في شارع Hrushevskoho ، بالقرب من استاد Lobanovsky Dynamo.
في 23 كانون الثاني (يناير) 2014، عرضت خدمة الأخبار التليفزيونية (TSN) لقطات مع مقابلة مع نيغويان تم تصويرها في 19 يناير بواسطة مصور تي إس إن. حول سؤال عن سبب وصوله إلى أوروميدان، صرح نيجويان أنه فعل ذلك احتجاجًا على ضرب الطلاب على يد بيركوت ميليتسيا. بينما كان فخورًا بكونه أرمنيًا، أراد نيغويان التعبير عن دعمه للناس الذين وُلد بينهم وبينه.

## جنازته
في 26 يناير 2014، تم دفن نيجويان في قريته الأصلية بيريزنوفاتيفكا. حضر جنازته القرويون المحليون، ممثل الشتات الأرمني، قساوسة من الكنائس الأرمنية والأوكرانية. خدم قداسه من قبل رئيس الأبرشية الأوكرانية للكنيسة الرسولية الأرمنية المطران غريغوريس بنياتيان.

## ردود الفعل
في 22 يناير 2014، ذكر Svyatoslav Vakarchuk على موقع تويتر أن «أرمني آخر، قام باراجانوف بإنشاء فيلم (ظلال الأجداد المنسيين) الذي أصبح رمزا لجميع الأوكرانيين، اليوم ضحى الأرمن نيغويان بحياته التي أصبحت رمزا لأوكرانيا».
كرّس فالنتين سيلفستروف (مواليد عام 1937)، وهو ملحن أوكراني شهير، نصب تذكاري لسيرغي نيجويان. تستخدم القطع الجديدة كلمات كتبها تاراس شيفتشينكو التي نقل عنها نيجويان، والنص الليتورجي التقليدي «مع القديسين يستريحون».

## تخليد ذكراه
في 20 فبراير 2014، حاولت مجموعة من نشطاء المعارضة الأرمينية في سبيتاك إعادة تسمية ميدان في المدينة من ميدان فيكتور يانوكوفيتش إلى ميدان سيرهي نيجويان.
في 27 مارس 2014، اتخذ مجلس مدينة بيرزاني قرارًا بإعادة تسمية شارع المدينة الذي سمي على اسم الكاتب السوفيتي ياروسلاف هالان كشارع نيجويان.
في 22 فبراير 2018، قام مجلس مدينة دنيبرو (رسميًا في دنيبروبتروفسك ) بتغيير اسم كالينين إلى بروسبكت سيرهي نيغويان. في يونيو 2017، ألغت محكمة الاستئناف الإدارية في دنيبرو قرار مجلس المدينة في يناير 2015 بإعادة تسمية شارع كالينين إلى بروسبكت سيرهي نيغويان.

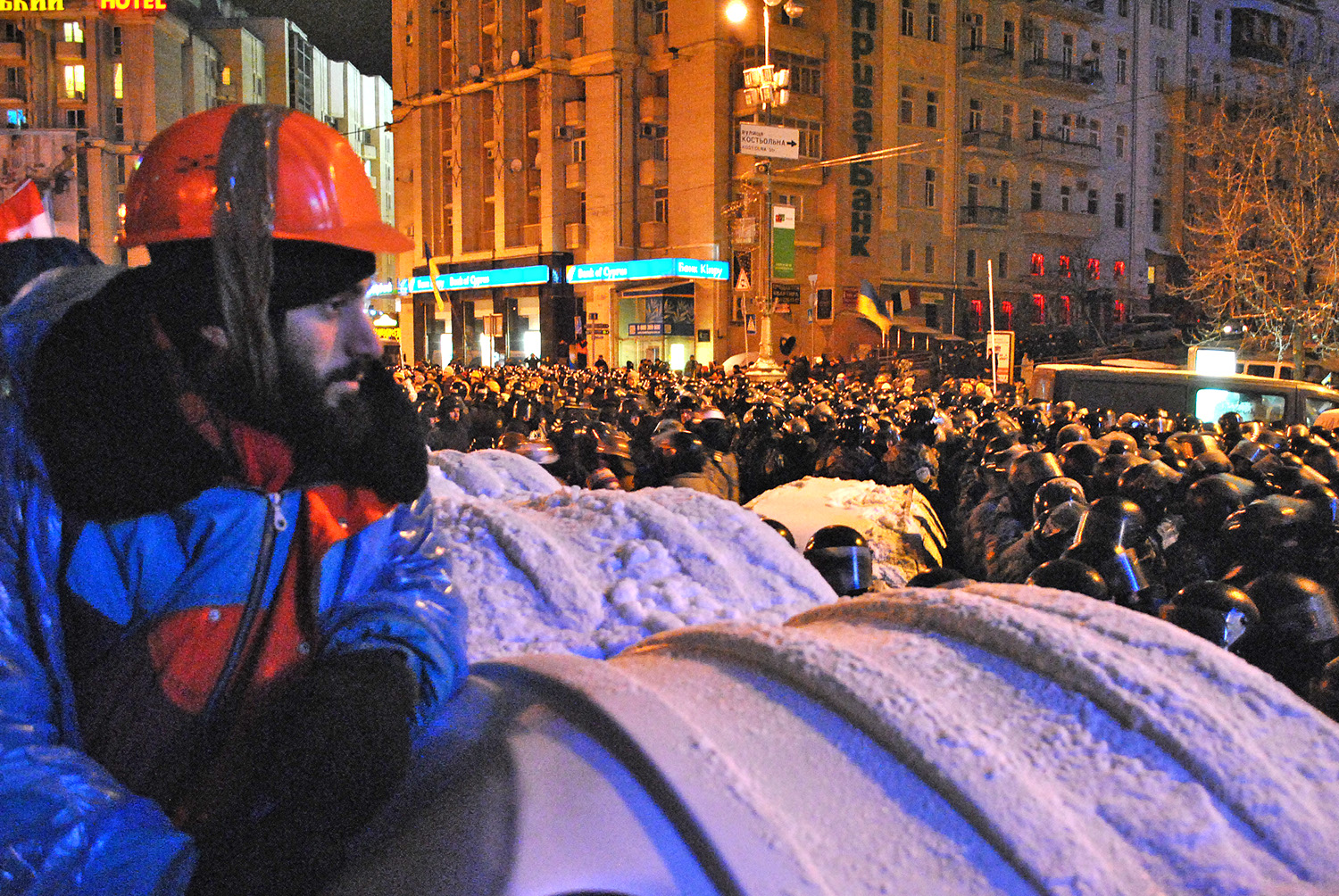
سيرجي في الميدان

## الصور

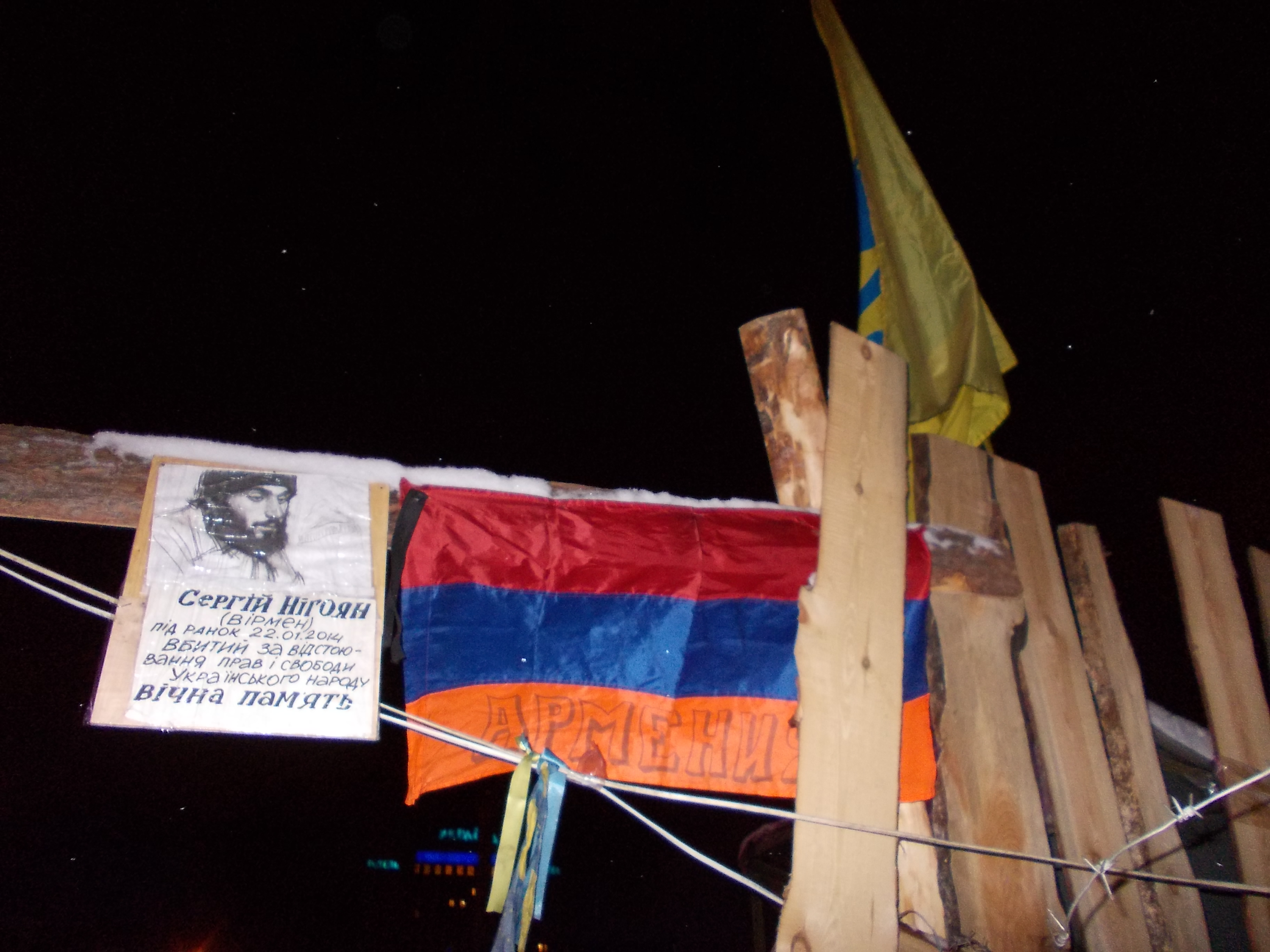
علم اوكرانيا بجانب علم ارمينيا في ساحة الاستقلال المربع 32